# Lyman Trumbull
Lyman Trumbull, född 12 oktober 1813 i Colchester, Connecticut, död 25 juni 1896 i Chicago, Illinois, var en amerikansk politiker och jurist. Han representerade delstaten Illinois i USA:s senat 1855-1873. Som ordförande i senatens justitieutskott 1861-1872 var han med om att påverka utformningen av det trettonde tillägget till USA:s konstitution som förbjuder alla former av slaveri med undantag för arbete som straffrättslig påföljd.
Trumbull arbetade 1829-1833 som lärare i Connecticut. Han studerade sedan i juridik och arbetade först som advokat i Georgia, sedan i Illinois. Han var delstatens statssekreterare (Illinois Secretary of State) 1841-1843. Han tjänstgjorde som domare i Illinois högsta domstol 1848-1853.
Trumbull tillträdde 1855 som senator för Illinois. Han representerade först demokraterna men bytte redan 1857 parti till republikanerna. Han efterträdde 1861 James A. Bayard, Jr. som ordförande i justitieutskottet.
USA:s president Andrew Johnson ställdes 1868 inför riksrätt. Som ordförande i justitieutskottet kände Trumbull oro över att presidenten inte fick en opartisk rättegång. Han röstade emot en fällande dom tillsammans med sex andra republikaner: William P. Fessenden, Joseph S. Fowler, James W. Grimes, John B. Henderson, Peter G. Van Winkle och Edmund S. Ross. Eftersom omröstningen annars följde partigränser, var det precis tillräckligt många republikaner för att demokraten Johnson frikändes. Ingen av de republikaner som hade röstat för att frikänna Johnson omvaldes. Trumbull efterträddes 1872 som ordförande i justitieutskottet av George F. Edmunds.
Trumbull bytte först parti till Liberal Republican Party och sedan igen till demokraterna. Han bytte 1894 parti en gång till, från demokraterna till Populistpartiet.